# 全联盟党“共产主义者联盟”
全联盟党“共产主义者联盟”（俄语：Всесоюзная партия «Союз коммунистов»，缩写为，缩写为）是后苏联国家的一个共产主义政党，成立于1991年，创始人员来自苏共马克思主义纲领。该党的一个显著特点是，从一开始，其组织工作就专注于与支持恢复苏联共产党的人员建立联系，而不是建立自己的组织结构。1992年9月29日，该党在俄罗斯联邦司法部注册。该党的总书记是谢尔盖·斯捷潘诺夫。该党的总部位于莫斯科。该党有2000名党员。